# 小倉慈司
小倉 慈司（おぐら しげじ、1967年 - ）は、日本の歴史学者、歴史研究者。博士（文学）（東京大学）。
現在、青山学院大学 文学部 史学科 教授。

## 略歴
東京都出身。東京大学大学院人文社会系研究科博士課程単位修得退学。
1996年より宮内庁書陵部に勤め、2010年より国立歴史民俗館勤務。2025年4月から青山学院大学 文学部 史学科 教授, 国立歴史民俗博物館 客員教授 を務める。

## 論文
- 「『延喜式』制以前の伊勢神宮 - 8～9世紀の内宮と外宮をめぐって」（思文閣出版、John Breen編『変容する聖地 伊勢』，pp.55-74） 2016年5月27日
- 「摂関期における貴族の神事観」（山川出版社、大津透編『摂関期の国家と社会』，pp.199-230） 2016年11月1日[4]

## 著書
- 『天皇と宗教』（山口輝臣共著、講談社学術文庫、天皇の歴史9） 2018年
- 『事典 日本の年号』（吉川弘文館） 2019年　ISBN　9784642083539
- 『古代律令国家と神祇行政』（同成社） 2021年
- 『『小右記』と王朝時代』倉本一宏、加藤友康共編、吉川弘文館　2023年　ISBN　9784642046749

## 参考資料
- 小倉慈司・山口輝臣『天皇と宗教』講談学術文庫、2018年8月10日。
- 研究者紹介/小倉慈司 - 国立歴史民俗博物館
- 小倉慈司-マイポータル-researchmap
- 教員情報/小倉慈司 - 青山学院大学 研究者情報